# 2005 na literatura

## Eventos
- José Saramago - As Intermitências da Morte
- O Ano Ibero-americano da Leitura
- 400º aniversário da publicação do livro Dom Quixote, de Miguel de Cervantes
- 1 de Julho - É lançado o livro The Lightning Thief, de Rick Riordan, o primeiro livro da série Percy Jackson & the Olympians.
- 16 de Julho - É lançado o livro Harry Potter and the Half-Blood Prince, o sexto livro da série Harry Potter.
- 20 de Outubro - Lançamento do livro A Conspiração de Dan Brown (Portugal)

## Novos livros
- Avi - Never Mind
- John Banville - The Sea
- Sebastian Barry - A Long Long Way
- Nelson Bond - Other Worlds Than Ours
- Orson Scott Card
- Magic Street
- Shadow of the Giant
- Wendy Coakley-Thompson - What You Won't Do For Love
- Eoin Colfer - Artemis Fowl: The Opal Deception
- Lindsey Davis - See Delphi and Die
- Abha Dawesar - Babyji
- L. Sprague de Camp - Years in the Making: the Time-Travel Stories of L. Sprague de Camp
- Troy Denning
  - The Joiner King
  - The Swarm War
  - The Unseen Queen
- Bret Easton Ellis - Lunar Park
- Alicia Erian - Towelhead
- Sebastian Faulks - Human Traces
- Nicci French - Catch Me When I Fall
- Gayleen Froese - Touch
- David Gibbins - Atlantis
- Joanne Harris - Gentlemen & Players
- Carl Hiaasen - Flush
- Charlie Higson - SilverFin
- John Irving - Until I Find You
- Kazuo Ishiguro - Never Let Me Go
- Uzodinma Iweala - Beasts of No Nation
- Dean Koontz - Velocity
- James Luceno
  - Dark Lord: The Rise of Darth Vader
  - Labyrinth of Evil
- Ian McEwan - Saturday
- Gregory Maguire - Son of a Witch
- David Michaels - Tom Clancy's Splinter Cell: Operation Barracuda
- Chuck Palahniuk - Haunted
- Christopher Paolini - Eldest
- Ruth Rendell - End in Tears
- Rick Riordan - The Lightning Thief
- J. K. Rowling - Harry Potter and the Half-Blood Prince
- Darren Shan - Lord Loss (first of The Demonata series)
- Michael Slade - Swastika
- Lemony Snicket - The Penultimate Peril
- David Southwell - Secrets and L ies (book)
- Olen Steinhauer - 36 Yalta Boulevard
- Matthew Stover - Star Wars Episode III: Revenge of the Sith
- Thomas Sullivan - Second Soul
- Jean-François Susbielle - La Morsure du dragon
- Harry Turtledove, editor - The Enchanter Completed: A Tribute Anthology for L. Sprague de Camp
- Andrew Vachss - Two Trains Running
- David Weber - At All Costs
- Samantha Weinberg - The Moneypenny Diaries: Guardian Angel
- Garth Nix - Drowned Wednesday
- Kirby Wright - Punahou Blues

## Novos dramas
- Catherine Filloux - Lemkin's House
- Oleg Kagan - The Black Hat
- The Los Angeles Theatre Ensemble - Wounded

## Não ficção
- Joan Didion - The Year of Magical Thinking
- Tony Judt - Postwar: A History of Europe Since 1945
- Jung Chang & Jon Halliday - Mao: The Unknown Story
- John Grogan - Marley & Me
- Alexander Masters - Stuart: A Life Backwards
- Azadeh Moaveni - Lipstick Jihad
- Peter C. Newman - The Secret Mulroney Tapes: Unguarded Confessions of a Prime Minister
- Masamune Shirow - Ghost in the Shell 2: Man/Machine Interface
- James B. Stewart - DisneyWar
- Jane Smiley - Thirteen Ways of Looking at the Novel
- Binod Bihari Verma - Vedmurti Taponishth SriRam Sharma Acharya Biography of Shriram Sharma Acharya

## Mortes
| Data            | Nome                 | Profissão                                       | Nacionalidade  | Observações | Ref |
| --------------- | -------------------- | ----------------------------------------------- | -------------- | ----------- | --- |
| 10 de Fevereiro | Arthur Miller        | escritor                                        | Estados Unidos | n. 1915     |     |
| 17 de Março     | Andre Norton         | escritor de ficção científica e fantasia        | Estados Unidos | n. 1912     |     |
| 9 de Abril      | Andrea Dworkin       | escritora feminista e ativista anti-pornografia | Estados Unidos | n. 1946     |     |
| 26 de Abril     | Augusto Roa Bastos   | escritor                                        | Paraguai       | n. 1917     |     |
| 12 de Maio      | Martin Lings         | escritor                                        | Inglaterra     | n. 1909     |     |
| 11 de Junho     | Juan José Saer       | escritor                                        | Argentina      | n. 1937     |     |
| 13 de Junho     | Eugénio de Andrade   | poeta                                           | Portugal       | n. 1923     |     |
| 8 de Setembro   | Maria Lúcia Medeiros | escritora                                       | Brasil         | n. 1942     |     |
| 17 de Outubro   | Ba Jin               | escritor                                        | China          | n. 1904     |     |

## Prémios literários
- Nobel de Literatura - Harold Pinter
- Prémio Camões - Lygia Fagundes Telles[1]
- Prémio Machado de Assis - Ferreira Gullar